# هرمس فونسکا
هرمس رودریگوس دا فونسکا (۱۲ مه ۱۸۵۵ – ۹ سپتامبر ۱۹۲۳) سرباز و سیاستمدار اهل برزیل و برادرزاده دیودورو دا فونسکا، نخستین رئیس‌جمهور برزیل، بود. او در سال ۱۹۰۶ وزیر جنگ برزیل کشور بود و در سال ۱۹۱۰ به‌عنوان هشتمین رئیس‌جهور برزیل برگزیده شد و تا سال ۱۹۱۴ در این سمت باقی ماند.